# Carnival Pride
Die Carnival Pride (deutsch Stolz) ist eines von vier Panamax-Kreuzfahrtschiffen der Spirit-Klasse, die von der Reederei Carnival Cruise Line eingesetzt werden. Sie ist der 17. Neubau der Reederei und wurde mit 85.920 BRZ vermessen. Die erste Klassifizierung des Schiffes erfolgte durch die italienische Gesellschaft RINA. Die Carnival Pride ist im Schiffsregister von Panama eingetragen.

## Geschichte

### Bau, Überführung und Indienststellung
Am 1. Januar 1999 bestellte die Eignergesellschaft Carnival Corporation & plc bei der finnischen Werft Kvaerner Masa Yards AB in Helsinki ihr zweites Kreuzfahrtschiff der Spirit-Klasse. Im Winter 2000 wurde das Schiff als Carnival Pride mit der Baunummer 500 auf Kiel gelegt. Bereits Ende März 2001 konnte das Baudock geflutet und der Rohbau zum Ausrüstungskai der Werft überführt werden. Die Testfahrten auf der Ostsee wurden im Oktober 2001 erfolgreich abgeschlossen. Am 12. Dezember 2001 wurde die Carnival Pride an den Betreiber Carnival Cruise Lines abgeliefert. Zeitgleich erfolgte auch die Flutung des Baudocks eines weiteren Kreuzfahrtschiffes der Spirit-Klasse, der Carnival Legend. Nach der Überführung nach Port Canaveral absolvierte die Carnival Pride ihre erste Kreuzfahrt in die Westkaribik zwischen dem 30. Dezember 2001 und dem 5. Januar 2002. Erster Kapitän des Schiffes war Claudio Cupisci. Die Schiffstaufe wurde am 7. Januar 2002 von der US-Astronautin Dr. Tamara Jernigan in Fort Lauderdale vorgenommen.

### Einsatz
Nachdem die Carnival Pride zunächst in Fort Lauderdale (Port Canaveral) stationiert war, wurde sie nach Long Beach (Kalifornien) verlegt, um Ziele an der US-amerikanischen und mexikanischen Westküste anzusteuern. Im Frühjahr 2009 war sie kurzzeitig von Miami ausgehend in der Karibik unterwegs. Seit Ende April 2009 ist sie in Baltimore (Maryland) beheimatet und läuft vom South Locust Point Cruise Terminal zu Kreuzfahrten in die Karibik aus.
Ab April 2022 befand sich das Schiff in der Werft Navantia in Cadiz. Unter anderem erhielt es hierbei die neue Rumpfbemalung der Reederei. Anlass ist der 50. Geburtstag der Reederei im Jahr 2022. Am 28. Mai 2023 nahm das Schiff in Barcelona den Betrieb wieder auf.
Am 18. Juli 2023 erlitt die Carnival Pride auf ihrer Fahrt von Kiel nach Göteborg vor Langeland einen Maschinenschaden und musste am folgenden Tag mithilfe zweier Schlepper zur Reparatur nach Kiel zurückgebracht werden.

## Maschinenanlage, Antrieb und Betriebstechnik

### Energieversorgung
Die Carnival Pride ist mit einer dieselelektrischen Maschinenanlage ausgerüstet, die das gesamte Schiff mit elektrischer Energie und Prozesswärme versorgt. Um eine hohe Betriebssicherheit zur gewährleisten, sind die insgesamt sechs Dieselgeneratorsätze in zwei voneinander unabhängige Gruppen aufgeteilt. Bei den Motoren handelt es sich um schadstoffarme 9-Zylinder-4-Takt-Turbodiesel-Reihenmotoren des Typs Wärtsilä 9L46D. Sie sind mit Common-Rail-Einspritzung ausgerüstet und erzeugen unter allen Betriebszuständen kaum sichtbare Abgase. Jeder Motor ist an einen bürstenlosen Synchrongenerator gekoppelt, der eine elektrische Leistung von 14.405 kVA in das Hochspannungs-Bordnetz (3-Phasen-Wechselstrom, 11 kV, 60 Hz) einspeist. Zwei Antriebsumrichter des Typs ACS6000 versorgen die Propellermotoren (3-Phasen-Wechselstrom, 1.570 Volt, variable Frequenz), drei weitere Umformer stellen die Energie für das übrige Bordnetz (3-Phasen-Wechselstrom, 440 Volt, 60 Hz) bereit. Die elektrische Anlage des Schiffes wurde von ABB entwickelt und gebaut.

### Antrieb
Der Antrieb der Carnival Pride besteht aus zwei im Heck eingebauten, um 360° drehbaren Propellergondeln des Typs ABB „Azipod“. Sie gehört zu den ersten Kreuzfahrtschiffen, die mit dieser Technik ausgestattet wurden. Diese Antriebsart sorgt für ein besonders ruhiges Fahrverhalten und ein niedriges Vibrationsniveau an Bord. In jeder Gondel befindet sich ein luftgekühlter 3-Phasen-Synchronmotor mit Doppelwicklung, der eine Leistung von 17,6 MW (ca. 23.940 PS) direkt auf einen in Fahrtrichtung nach vorn gerichteten 4-Blatt-Festpropeller mit einem Durchmesser von 5,60 m überträgt. Bei einer Propellerdrehzahl von maximal 133/min erreicht die Carnival Pride eine Höchstgeschwindigkeit von 24 kn. Die Dienstgeschwindigkeit liegt zwischen 18 und 22 kn.
Zum Manövrieren in Häfen und bei geringen Geschwindigkeiten sind im Bug drei Querstrahlsteueranlagen des norwegischen Herstellers Brunvoll eingebaut. Sie arbeiten mit Verstellpropellern bei konstanter Drehzahl und leisten jeweils 1.883 kW (ca. 2.560 PS). Zur Rolldämpfung ist das Schiff mit einem Paar Rolls-Royce-Flossenstabilisatoren ausgestattet.

### Betriebstechnik
Die Abwärme der Maschinenanlage wird als Prozesswärme unter anderem für die Frischwasseraufbereitung an Bord genutzt. Die sechs Wärmetauscher in der Abgasanlage der Dieselmotoren erzeugen ca. 15 t Wasserdampf pro Stunde. Sie werden von zwei ölgefeuerten Anlagen unterstützt, die zusätzlich ca. 26 t Wasserdampf pro Stunde bereitstellen können. Das Frischwasser wird von einer Meerwasserentsalzungsanlage hergestellt, die aus zwei Verdampfern und einer Umkehrosmoseanlage besteht.
Die Anlagen für die Abfallentsorgung sind im Unterdeck installiert und bestehen aus zwei Schreddern für brennbare und unbrennbare, jeweils trockene, Abfälle. Unsortierter Müll wird in zwei Hochleistungs-Schreddern zerkleinert und anschließend gepresst. Die beiden Verbrennungsanlagen entwickeln eine thermische Leistung von 1.400 kW. Altglas wird nach Farben sortiert und von Entsorgungsbetrieben an Land weiterverarbeitet.
Die gesamte Technik des Schiffes sowie Navigation und Steuerung wird von einem auf der Brücke installierten System (IBS, Integrated Bridge System) geführt und überwacht.

## Ausstattung

### Kabinen und Bordeinrichtungen
Auf den 12 Passagierdecks der Carnival Pride befinden sich 1.062 Kabinen, die bei voller Belegung Platz für bis zu 2.680 Passagiere bieten. Mehr als 70 % der Unterkünfte sind Außenkabinen von denen nahezu 80 % über einen Balkon verfügen. Die „Junior“, „Ocean“- und „Vista“-Suiten befinden sich auf verschiedenen Decks im Heckbereich. Die sechs „Grand“-Suiten sind mittschiffs auf dem „Empress“-Deck angeordnet und verfügen über einen eigenen Whirlpool.
Die Inneneinrichtung der Carnival Pride wurde von dem Schiffsarchitekten Joseph Farcus unter dem Thema „Icons of Beauty“ (dt. „Ikonen der Schönheit“) in Anlehnung an die italienische Renaissance entworfen. Der Mittelpunkt des Schiffes ist das 10-geschossige „Renaissance“-Atrium mit einer 11 Meter hohen Reproduktion des Gemäldes „Triumph der Galatea“ von Raffael. Das Atrium wird von einer roten in die Kontur des Schornsteins integrierten Glaskuppel abgeschlossen. Über drei Panorama-Aufzüge erreicht man die oberen Decks. Insgesamt sind 15 Aufzugsanlagen installiert. Im vorderen Teil des Schiffes befindet sich das mit indischen Stilelementen versehene „Taj Mahal“-Theater. Es erstreckt sich über zwei Decks, hat 1.167 Sitzplätze und ist mit modernster Bühnen-, Licht- und Tontechnik ausgestattet. Direkt unterhalb des Theaters liegt die „Butterflies Lounge“ mit einer kleinen Bühne. Die zweigeschossige Diskothek „Beauties“ befindet sich im Heck des Schiffes. Die Gestaltung des Jazz-Clubs „Starry Night“ (dt. „Sternennacht“) erinnert an das gleichnamige Gemälde Vincent van Goghs. Die Ausstattung der „Ivory Bar“ verweist auf die japanische Elfenbein-Schnitzkunst. Die Bibliothek ist Alfred Nobel, dem Stifter des Nobelpreises, gewidmet.
Das Hauptrestaurant „Normandie“ im Heck des Schiffes bietet auf zwei Decks Platz für 1.250 Gäste. Bei der Gestaltung orientierte sich Joe Farcus an den Stilelementen des berühmten Passagierschiffs Normandie aus den 1930er Jahren. In einem separat abgetrennten Bereich, dem „Captain's Club“, finden zu besonderen Anlässen 86 Personen Platz. Auf dem „Lido“-Deck befindet sich das Buffet-Restaurant „Mermaid's Grille“, dessen Decke mit Skulpturen von Meerjungfrauen verziert ist. Von hier erreicht man das Restaurant „David's Supper Club“ über eine geschwungene Freitreppe direkt unterhalb der Glaskuppel des Atriums.
Auf dem „Lido“-Deck befinden sich drei Salzwasser-Pools und drei Whirlpools. Die Pools sind nach Figuren der griechischen Mythologie benannt („Venus“, „Apollon“ und „Poseidon“). Die namensgebenden Statuen an den Pools wurden von der italienischen Künstlerin Katia Tasselli geschaffen. Der hintere Poolbereich kann mit einem beweglichen Glasdach abgedeckt werden. Auf dem „Sports“-Deck befindet sich ein kleines Kinderbecken. Der Wellness- und Fitness-Bereich („Nautica-Spa“) des Schiffes ist unter anderem mit Saunen, verschiedenen Trainingsgeräten sowie einem weiteren Whirlpool ausgestattet und umfasst knapp 1.350 Quadratmeter auf zwei Decks. Eine 22 m lange Wasserrutsche verbindet das „Sports-Deck“ mit dem Sonnendeck.
Zu den öffentlichen Bereichen gehören außerdem:
- diverse Lounges
- ein Spielkasino
- eine Kapelle
- ein Einkaufsbereich mit verschiedenen Geschäften
- Unterhaltungs- und Spielbereiche für Kinder und Jugendliche

### Rettungsboote
Die Carnival Pride ist mit sechs Tenderbooten (Länge: ca. 11 m) und zwölf motorgetriebenen Rettungsbooten (Länge circa 9,75 m) ausgestattet, die für jeweils 150 Passagiere ausgelegt sind. Darüber hinaus verfügt das Schiff über 26 Rettungsinseln mit einer Kapazität von jeweils 35 Personen. Insgesamt bieten die Rettungsboote Platz für 3.610 Passagiere.

## Schwesterschiffe
Die Carnival Pride gehört zur 6 Schiffe umfassenden Spirit-Klasse. Neben den ebenfalls von Carnival Cruise Line eingesetzten Schiffen Carnival Spirit, Carnival Legend und Carnival Miracle gehören hierzu auch die von CSSC Carnival Cruise Shipping Limited eingesetzte Costa Atlantica, sowie die von Costa Crociere betriebene Costa Mediterranea.